# Arnold von Rümker
Arnold von Rümker (* 15. Juni 1942 in Breslau; † 30. Juni 2023 in Berlin) war ein deutscher Agrarökonom und Verbandsfunktionär. Von 2013 bis 2017 war er Präsident der Johanniter-Unfall-Hilfe (JUH).

## Leben
Arnold von Rümker entstammte einer Landwirtschaftsfamilie, die in den Jahren 1923 bis 1938 zunächst in Emersleben im Vorharzgebiet nahe Halberstadt lebte, anschließend in Schlesien und ab ihrer Flucht im Jahr 1945 im unterfränkischen Greußenheim, wo 1946 der Rümker-Hof (später das von der Glaubensgemeinschaft Universelles Leben erworbene Gut Greußenheim) entstand. Er war das jüngste von fünf Kindern (darunter Just-Hinrich von Rümker, der im Jahr 1992 einen Saatzuchtbetrieb in Friedrichswerth aufbaute) aus der Ehe des Landwirts Arnold von Rümker (1895–1944) und Margret von Rümker geborene Engel (1900–1956), die 1946 von der amerikanischen Militärregierung für sich und ihre Familie ein Grundstück erhalten hatte, wo sie das von ihrem Gut in Schlesien mitgebrachte Saatgut einsetzte. Arnold von Rümkers Großvater war der Agrarwissenschaftler Kurt von Rümker (1859–1940).
Arnold von Rümker, Vollwaise seit dem Jahr 1956, studierte nach einer landwirtschaftlichen Lehre Agrarwissenschaften an der Universität Göttingen. Sein Doktoratsstudium am Institut für Ausländische Landwirtschaft der Universität Göttingen führten ihn unter anderem zu Forschungsaufenthalten nach Malawi in Südostafrika. Anfang der 1970er Jahre war er für die Deutsche Fördergesellschaft für Entwicklungsländer (GAWI) tätig, seit 1974 für die Deutsche Gesellschaft für Technische Zusammenarbeit (gtz), unter anderem bei der Weltbank in Washington, D.C. Von 1998 bis 2002 war er in leitenden Positionen, unter anderem als Personalchef, für die Deutsche Gesellschaft für Technische Zusammenarbeit mit Sitz in Eschborn bei Frankfurt tätig.
Seit 1989 engagierte sich von Rümker im Johanniterorden. Im Jahr 2007 wurde er ehrenamtlicher Vorstand im Landesverband Berlin/Brandenburg der Johanniter-Unfall-Hilfe (JUH) und 2010 zum ehrenamtlichen Mitglied des Bundesvorstands der Hilfsorganisation ernannt für die Aufgabengebiete Humanitäre Hilfe im Ausland und Ehrenamt. Im November 2013 folgte er Hans-Peter von Kirchbach im Amt des Präsidenten der Johanniter-Unfall-Hilfe, der evangelischen Hilfsorganisation mit über 50.000 Mitarbeitern und 1,5 Mio. Fördermitgliedern.
Von Rümker wurde im Jahr 1989 als Ehrenritter der Provinzial-Sächsischen Genossenschaft in den Johanniterorden aufgenommen und 1998 zum Rechtsritter des Johanniterordens geschlagen.
Von Rümker war verheiratet und hatte sechs Kinder. Er lebte in Berlin.

## Schriften
- Die Organisation bäuerlicher Betriebe in der Zentralregion Malawis, Frankfurt 1972. (Dissertation)